# Nejskij rajon
Il Nejskij rajon (in russo Нейский район?) è un rajon dell'Oblast' di Kostroma, nella Russia europea; il capoluogo è Neja. Ricopre una superficie di 2.657 chilometri quadrati e nel 2010 ospitava una popolazione di circa 16.000 abitanti.